# Symetrodonty
Symetrodonty (†Symmetrodonta) – prawdopodobnie polifiletyczna grupa mezozoicznych ssaków, cechujących się zębami trzonowymi z trzema guzkami ustawionymi w kształcie symetrycznego trójkąta oraz brakiem wyrostka kątowego na żuchwie. W porównaniu z zębami morganukodontów i eutrykonodontów, u których guzki na zębach trzonowych ułożone są w linię, zęby symetrodontów bardziej przypominają zęby łożyskowców i torbaczy, brak im jednak jeszcze niektórych cech występujących u bliżej spokrewnionych z torbaczami i łożyskowcami "eupantoteriów", np. wyraźnie wyodrębnionego talonidu. Do symetrodontów zaliczane są ssaki o niewielkich rozmiarach, z których jeden z najmniejszych (Kuehneotherium praecursoris) był prawdopodobnie porównywalny z ryjówką Sorex trowbridgii, zaś jeden z największych (Spalacotherium tricuspidens) – z oposem krótkoogonowym. Większość przedstawicieli grupy znanych jest tylko z żuchw lub górnych zębów, obecnie jednak znane są także czaszki i szkielety pozaczaszkowe niektórych przedstawicieli grupy należących do rodzin Spalacotheriidae i Zhangheotheriidae (Zhangheotherium, Maotherium, Akidolestes). Znane ze wszystkich kontynentów poza Australią i Antarktydą.
Tradycyjnie klasyfikowane jako bazalni przedstawiciele ssaków żyworodnych (Theria) sensu lato, tj. obejmujących nie tylko torbacze i łożyskowce, ale i niektórych ich wymarłych krewnych. Symetrodonty wyróżnił George Gaylord Simpson; zaliczył do tej grupy rodziny Spalacotheriidae i Amphidontidae, do których zaliczał kilka rodzajów ssaków żyjących w późnej jurze i wczesnej kredzie na terenach dzisiejszej Ameryki Północnej i Europy. Późniejsi autorzy zaliczyli do symetrodontów szereg dodatkowych rodzajów, z których najstarsze (Kuehneotherium, Woutersia) żyły w późnym triasie, a najmłodsze (Shalbaatar, Bondesius) – w późnej kredzie. Cassiliano i Clemens (1979) oraz Carroll (1988) zaliczyli do symetrodontów rodziny Spalacotheriidae, Amphidontidae i Kuehneotheriidae; McKenna i Bell (1997) zaliczyli do nich rząd Amphidontoidea z jedną rodziną Amphidontidae, rząd Spalacotherioidea z rodziną Spalacotheriidae, wydzieloną z niej osobną rodziną Tinodontidae oraz rodziną Barbereniidae (obejmującą rodzaje Barberenia i Quirogatherium, później uznane za prawdopodobne młodsze synonimy rodzajów – odpowiednio – Brandonia i Mesungulatum, należących do bliżej niż symetrodonty spokrewnionej z torbaczami i łożyskowcami grupy Dryolestoidea), a także niezaliczoną do żadnego z tych rzędów rodzinę Shuotheriidae (przez Zofię Kielan-Jaworowską, Richarda L. Cifelliego i Zhe-Xi Luo, 2004 klasyfikowane jako takson siostrzany do australosfenidów) i kilka rodzajów niezaliczonych do żadnej z wymienionych rodzin. Aleksander Awerianow (2002) zaliczył do symetrodontów rodziny Shuotheriidae, Kuehneotheriidae, Tinodontidae i Spalacotheriidae oraz rodzaje Zhangheotherium i Manchurodon. Kielan-Jaworowska, Cifelli i Luo (2004) omówili siedem rodzin ssaków mających uzębienie uznane za charakterystyczne dla symetrodontów: Spalacotheriidae, Amphidontidae, Bondesiidae, Kuehneotheriidae, Tinodontidae, Thereuodontidae i Woutersiidae; dodatkowo autorzy nie mogli z pewnością zaliczyć do żadnej z tych rodzin rodzajów Atlasodon, Gobiotheriodon, Microderson i Trishulotherium. Rougier, Ji i Novacek (2003) dla rodzajów Zhangheotherium i Maotherium wyróżnili dodatkową rodzinę Zhangheotheridae.
Analiza filogenetyczna przeprowadzona przez Donalda Prothero (1981), w której uwzględniono tylko taksony znane z żuchwy i zębów dolnych, wykazała istnienie monofiletycznych symetrodontów obejmujących rodziny Spalacotheriidae, Tinodontidae i Amphidontidae, ale nieobejmujących Kuehneotheriidae; natomiast analiza, w której uwzględniono taksony znane z zębów górnych wykazała, że symetrodonty są parafiletyczne.
Awerianow (2002) wskazał, że rodzaj typowy rodziny Amphidontidae, Amphidon, jest znany tylko ze źle zachowanego holotypu gatunku typowego A. superstes (kości zębowej z pięcioma zębami), na podstawie którego nie można bezspornie potwierdzić jego przynależności do symetrodontów; jego zdaniem równie dobrze A. superstes mógł być nietypowym eutrykonodontem z rodziny Amphilestidae. Ostatecznie sklasyfikował go jedynie jako ssaka o niepewnej pozycji filogenetycznej, a rodzinę Amphidontidae uznał za nomen dubium. Niektóre późniejsze analizy filogenetyczne potwierdziły bliskie pokrewieństwo Amphidon z niektórymi przedstawicielami parafiletycznej grupy "trykonodontów" z (obecnie również uznawanej za parafiletyczną lub polifiletyczną) rodziny Amphilestidae, takimi jak Aploconodon, Comodon czy Tendagurodon. Awerianow wątpił też, czy symetrodonty (nawet w węższym rozumieniu, nieobejmujące wczesnych form takich Kuehneotherium) są grupą monofiletyczną, przyznając, że zgadza się z autorami uznającymi je za para– lub polifiletyczne; autor ten zauważył, że niektóre cechy budowy, które według Prothero (1981) miały łączyć przedstawicieli grupy (np. występowanie czterech zębów przedtrzonowych) nie występują u wszystkich symetrodontów, a inne (np. słabo rozwinięty talonid) mogą być plezjomorfiami większych kladów ssaków.

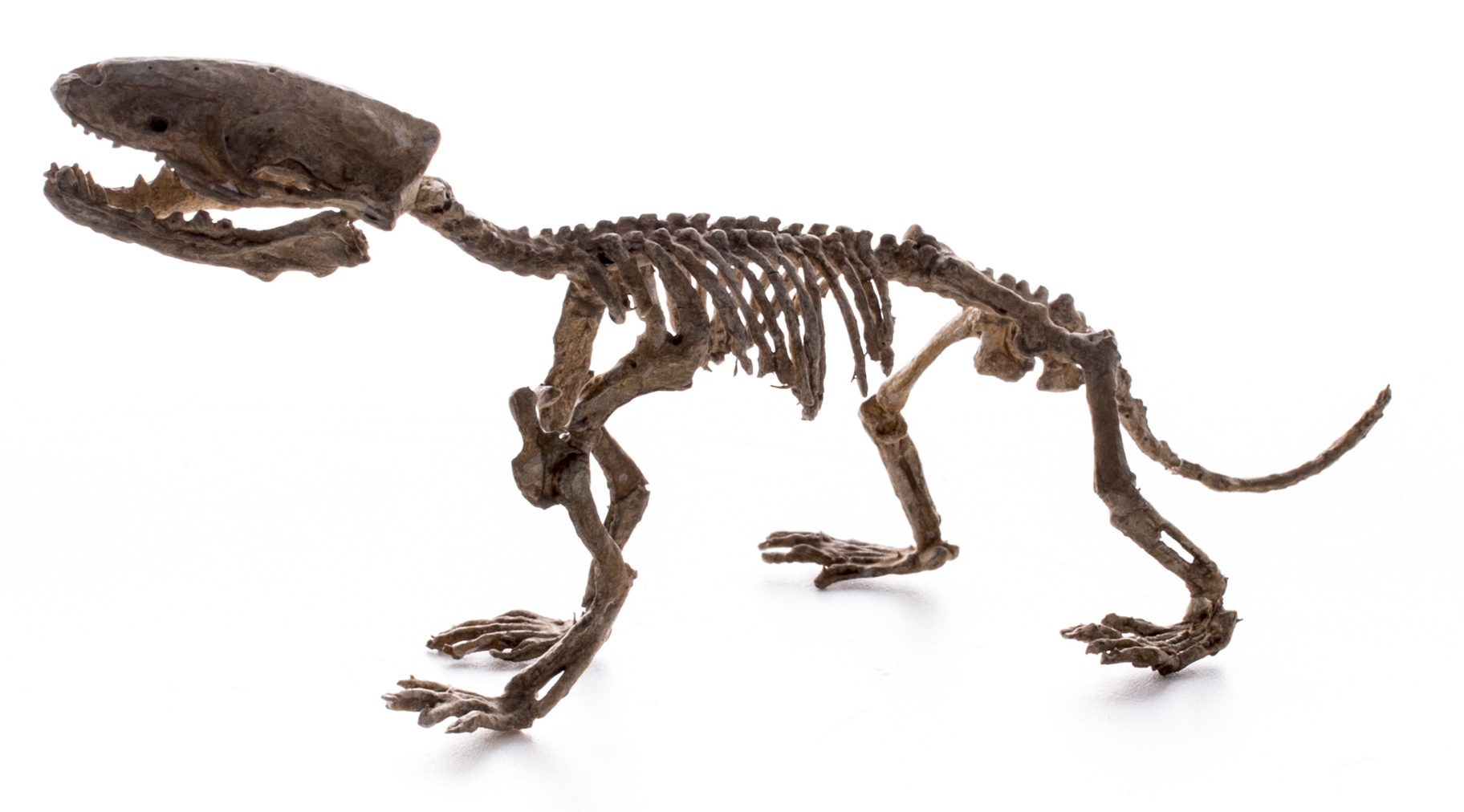
Rekonstrukcja szkieletu Zhangheotherium quinquecuspidens

Zhe-Xi Luo, Zofia Kielan-Jaworowska i Richard L. Cifelli (2002) przeprowadzili analizę filogenetyczną uwzględniającą znacznie więcej cech budowy szkieletu i taksonów mezozoicznych ssaków niż analiza Prothero (1981); w analizie tej autorzy uwzględnili trzy symetrodonty – Zhangheotherium, Tinodon i Kuehneotherium. Z analizy wynikło, że symetrodonty są polifiletyczne. Zhangheotherium okazał się bazalnym przedstawicielem kladu Trechnotheria, siostrzanym do grupy Cladotheria (obejmującej grupę Dryolestoidea, rodziny Vincelestidae, Amphitheriidae i Peramuridae oraz trybosfenidy, w tym torbacze i łożyskowce). Tinodon okazał się taksonem siostrzanym do większego kladu obejmującego Trechnotheria, wieloguzkowce i eutrykonodonty, zaś Kuehneotherium był taksonem siostrzanym do grupy koronnej ssaków (kladu obejmującego ostatniego wspólnego przodka łożyskowców, torbaczy i stekowców oraz wszystkich jego potomków). Na drzewie, na którym wymuszono znalezienie się wieloguzkowców poza grupą koronną ssaków i ich bliskie pokrewieństwo z rodzajem Haramiyavia pozycja filogenetyczna Zhangheotherium nie zmieniła się, Tinodon jest taksonem siostrzanym do grupy koronnej ssaków, zaś Kuehneotherium należy do morganukodontów. W późniejszej publikacji ci sami autorzy stwierdzili, że z siedmiu omawianych przez nich rodzin symetrodontów można udowodnić monofiletyzm i określić pozycję filogenetyczną tylko jednej z nich – Spalacotheriidae (do której zaliczali także Zhangheotherium), blisko spokrewnionej z Cladotheria; przedstawicieli pozostałych sześciu rodzin można ich zdaniem sklasyfikować jedynie jako ssaki o niepewnej pozycji filogenetycznej.
Późniejsza analiza filogenetyczna przeprowadzona przez Gao i współpracowników (2010) potwierdziła, że symetrodonty obejmujące rodzaje Kuehneotherium, Woutersia i Tinodon oraz rodzinę Spalacotheriidae byłyby polifiletyczne. Analiza ta, a także wcześniejsze analizy Li i Luo (2006) oraz Luo i współpracowników (2007), wykazały natomiast, że rodziny Spalacotheriidae i Zhangheotheriidae są taksonami siostrzanymi oraz potwierdziły, że obejmujący te dwie rodziny klad jest blisko spokrewniony z Cladotheria.
Polifiletyzm symetrodontów potwierdziła analiza przeprowadzona przez Awerianowa i Łopatina (2011), badająca pokrewieństwa ssaków mezozoicznych w oparciu o 70 cech budowy zębów i żuchwy. Według ich analizy rodziny Zhangheotheriidae i Spalacotheriidae oraz rodzaj Kiyatherium (pierwotnie zaliczony do Peramuridae) tworzą klad siostrzany do grupy koronnej ssaków; z kolei siostrzana do kladu obejmującego wszystkie te grupy jest rodzina Tinodontidae. Mimo to Awerianow i Łopatin wyróżnili parafiletyczną grupę "Symmetrodonta" obejmującą jedynie Tinodontidae, Kiyatherium, Zhangheotheriidae i Spalacotheriidae. Według tej samej analizy Amphidontidae miały być taksonem siostrzanym do kladu obejmującego grupę koronną ssaków, "Symmetrodonta" i eutrykonodonty, zaś Woutersia i Kuehneotherium należały do najbardziej bazalnych znanych ssaków.